# Долно Христос
Долно Христос, Христос или Ристос (на гръцки: Κάτω Χριστός, Като Христос) е село в Република Гърция, Егейска Македония, дем Сяр, област Централна Македония и има 405 жители (2001).

## География
Селото се намира на 7 километра северозападно от град Сяр (Серес) и на 3 километра северозападно от Кавакли (Левконас). Разположено е в Сярското поле, недалеч от югозападните склонове на планината Шарлия. През землището на селото преминава Европейски път E79.

## История

### В Османската империя
В миналото селото се наричало Долене и се намирало по на север в планината Шарлия. До средата на XVIII век то е чифлик на манастира „Свети Йоан Предтеча“, за което притежавало султански ферман. През 1770 година чифлика е своеволно присвоен от бея Возникоглу и неговите наследници. Последен негов владелец е Сюлейман бей. На мястото на днешното село е имало друг чифлик.
В XIX век Христос е чисто българско село в Сярската каза на Османската империя. Според „Етнография на вилаетите Адрианопол, Монастир и Салоника“ в 1873 година в Христос (Christos) има 34 домакинства и 98 жители българи. В 1878 година поп Иван от Христос е затворен в Сяр, защото въвел българския език в богослужението.
В 1891 година Георги Стрезов определя селото като част от Овакол и пише:
| „ | Ристос, чифлик на Ада бея серянин, на З от Вишен при полите на една вейка от Бродската планина. От Сяр пътят е равен и държи нещо около 1 1/2 час. Разказва се, че това село било чифлик на манастира Маргарит. Къщи 30 само български. Гръцка църква „Св. Гьорги“. | “ |

Според статистиката на Васил Кънчов („Македония. Етнография и статистика“) в 1900 в Христосъ има 240 жители българи християни.
В първото десетилетие на XX век българското население на селото е в лоното на Българската екзархия. По данни на секретаря на Екзархията Димитър Мишев („La Macédoine et sa Population Chrétienne“) в 1905 година в Христос (Hristos) има 200 българи екзархисти, като в селото работи българско начално училище с 1 учител и 13 ученици.
При избухването на Балканската война в 1912 година четирима души от Христос са доброволци в Македоно-одринското опълчение.

### В Гърция
През войната селото е освободено от части на българската армия, но след Междусъюзническата война в 1913 година селото попада в пределите на Гърция. То се запазва като чисто българско село с 54 семейства, като кмет до 1940 година е Тодор Печанов. След изтеглянето на българските войски в 1944 година всички жители се изселват в България. Днес наследници на бежанци от Христос живеят в Петрич, Петричко, Пловдив, Кнежа и други.
В 1986 година е построена църквата „Света Троица“.
| Име                     | Име         | Ново име    | Ново име    | Описание |
| ----------------------- | ----------- | ----------- | ----------- | --- |
| Капсида                 | Καψίδα      | Агона       | Άγονα       | ниви на Ю от Долно Христос; от капсида, „вид почва“, „изгоряло място“, от гръцкото καψίδα, „изгоряло място“ |
| Вишен                   | Βήσανη      | Халасмата   | Χαλάσματα   | бивше село в Шарлия на ИСИ от Долно Христос и на СЗ от Метох                                                |
| Престо                  | Πρέστο      | Птион       | Πτύον       | възвишение в Шарлия на З от Долно Христос (244 m)                                                           |
| Миш дере или Мишки дере | Μίσκι Ντερέ | Орайон Рема | Ώραΐον Ρέμα | дол на Ю от Мелникич; от миш, „мишка“                                                                       |

## Личности
Родени в Христос
- Велик Георгиев, македоно-одрински опълченец, четата на Георги Занков[14]
- Златан Миленков, български общественик
- Илия Стоянов (1886 – ?), македоно-одрински опълченец, четата на Георги Занков, 4 рота на 5 одринска дружина[15]
- Константин Кръстев (Костадин, 1890 – ?), македоно-одрински опълченец, Сярската чета на Крум Пчелински, 4 рота на 15 щипска дружина[16]
- Митруш Парасков, македоно-одрински опълченец, четата на Георги Занков[17]